# Брајан Тајлер
Брајан Теодор Тајлер (енгл. Brian Theodore Tyler; округ Оринџ, 8. мај 1972) амерички је композитор, диригент, аранжер и музички продуцент.

## Биографија
Рођен је и одрастао у округу Оринџ. Један од првих великих узора била му је баба пијанисткиња. Дипломирао је на Универзитету Калифорније, а магистрирао на Универзитету Харвард. Док је одрастао, научио је да свира на десетине музичких инструмената, укључујући бубњеве, клавир, гитару, бас, виолончело, светске перкусије, синтисајзер, чаранго и бузуки.